# And Also the Trees
And Also the Trees (oft kurz AATT) sind eine britische Post-Punk-Band aus England. Anfang der 1980er Jahre machten sie erstmals im Umfeld von The Cure auf sich aufmerksam. In den folgenden Jahrzehnten gewannen sie vor allem auf dem europäischen Kontinent viele Fans, sie waren aber auch in den USA und Japan erfolgreich.

## Geschichte

### Frühe Jahre (1979–1984)
And Also the Trees wurde 1979 in Inkberrow (Worcestershire) von zwei Brüderpaaren gegründet: Simon und Justin Jones als Sänger bzw. Gitarrist und Graham und Nicholas Havas als Bassist bzw. Schlagzeuger. Graham Havas verließ aber die Band noch vor dem ersten Album und wurde durch Steven Burrows ersetzt.
1980 schickten And Also the Trees der Band The Cure ein Demotape. 1981 spielte And Also the Trees während mehrerer Einzelauftritte und einer Tour durch Großbritannien als deren Vorgruppe. Es entstand eine engere Verbindung und ihr zweites Demotape From Under the Hill wurde teils von Robert Smith und teils von Mike Hedges mitproduziert.
Ihre ersten zwei Singles Shantell und The Secret Sea und ihr nach der Band benanntes Debütalbum wurden vom damaligen The-Cure-Mitglied Lol Tolhurst produziert und 1983 veröffentlicht. Ihr erstes Album reflektierte die damaligen Post-Punk-Einflüsse. Mit ihrem Album erregten sie die Aufmerksamkeit des Radiomoderators John Peel und sie wurden von ihm zu einer Aufnahmesitzung im Rahmen der Peel Sessions eingeladen, die am 26. April 1984 im BBC Radio 1 gesendet wurde.

### Erfolgreiche Jahre mit weltweiten Auftritten
Nach einer zweiten Tour im Vorprogramm von The Cure 1984 trennten sich die musikalischen Wege beider Bands, und And Also the Trees entwickelte ihren Klang weiter. Die 1985 erschienene EP A Room Lives in Lucy führte den mandolinenhaften Gitarrenklang ein, der für die nächsten Jahre zum Markenzeichen der Band wurde. Es war die einzige Veröffentlichung der Band, die es zumindest in die Indie-Charts in England geschafft hat.
Das zweite Album Virus Meadow aus dem Jahr 1986 erhielt eine kunstvoll düster-atmosphärische Instrumentierung und formte ihren melancholisch-dramatischen Stil. Im selben Jahr ging die Band auf ihre erste Europa-Tour, von der das am 24. Oktober 1987 in Lausanne aufgenommene Livealbum The Evening of the 24th einen Eindruck vermittelt. 1987 wurde auch die EP The Critical Distance veröffentlicht.
Der neue Sound der Band, den sie mit dem Album Virus Meadow begonnen hatte, reifte in den folgenden Jahren. Die Singles Shaletown und The House of the Heart und das folgende Album The Millpond Years aus dem Jahr 1988, erstmals mit Keyboarder Mark Tibenham als fünftem Bandmitglied, sind von diesem weiter verfeinerten Sound geprägt. Überwiegendes lyrisches Thema während dieser Periode in der Geschichte der Band ist die Frage nach einer modernen, industriellen Gesellschaft, die in eine ländliche Idylle eindringt.
Dies trifft auch auf das Album Farewell to the Shade aus dem Jahr 1989 zu, das durch persönliche Erinnerungen und die Werke von Dichtern und Malern aus dem frühen 19. Jahrhundert beeinflusst war. Tibenham übernahm die Produktion, er war teilweise auch für die Abmischung verantwortlich und entwickelte den düster-mystischen Stil weiter. 1989 erschien auch die Singleauskopplung Lady D’Arbanville, eine Coverversion des gleichnamigen Cat-Stevens-Lieds, mit dem die Brüder Jones groß geworden sind. In Frankreich erschien noch die Single Misfortunes.
Diese Jahre kennzeichneten ihren größten kommerziellen Erfolg. Mit den beiden Alben The Millpond Years und Farewell to the Shade und ausgiebigem Touren schaffte sich die Band eine starke Fangemeinde. Diese fand sie auch auf dem europäischen Kontinent, besonders in den französisch- und deutschsprachigen Ländern.
Auch in Japan absolvierten And Also the Trees Auftritte und 1991 tourten sie erfolgreich durch die USA in Unterstützung ihrer ersten Albumveröffentlichung von Farewell to the Shade in den Staaten. Sie reaktivierten ihre Kontakte zu The Cure, die in der EP The Pear Tree mündeten: Sie enthielt einen Remix von Robert Smith und Mark Saunders. Diese EP erschien nur in den USA. Allerdings konnten sie sich nicht dauerhaft in Nordamerika etablieren.
1992 entstand das Album Green Is the Sea. Es war das letzte von Mark Tibenham produzierte Album. Um es zu bewerben, gingen sie auf eine Europa-Tour, die durch Belgien, Deutschland, Frankreich und die Schweiz führte. Viele Konzerte waren ausverkauft.
Eingefleischte Fans forderten von der Band ein digitales Remastering ihrer Singles und EPs. So wurde 1992 schließlich From Horizon to Horizon veröffentlicht. Das Album enthält alle Singles und Nicht-Album-Stücke, die zwischen 1983 und 1992 entstanden waren.

### Musikalische Veränderungen in den 1990ern
1993 folgte mit dem Weggang von Mark Tibenham ein neues Kapitel. Entstanden in Cornwall, kennzeichnete das neue Album The Klaxon eine zunehmende Mischung von städtischen Stimmungen und 20er-Jahre-Jazzklängen. Trompete, akustische Perkussions – gespielt von William Waghorn – und helle Töne dominieren, unterstützt durch eine Hammondorgel. Im Jahr darauf tourte die Band mit Emer Brizzolara als Keyboarder durch Europa. Anschließend veröffentlichte sie das Livealbum Le Bataclan und die Livevideos Hamburg Markthalle 1994 und Bielefeld PC 69 1992.
1995 entstand das Projekt G.O.L. (Gods of Luxury). Dies bestand aus dem Gitarristen Justin Jones, dem Ex-Keyboarder Mark Tibenham und der Sängerin Antonia Reiner. Die Musik von G.O.L. ist eine Mischung aus Electro, Ambient und Ethno. Im selben Jahr wurden die Single Soma Holiday und das dazugehörige Album Sensations of Tone veröffentlicht. Steven Burrows und Nick Havas zogen nach London und Simon Huw Jones in die Schweiz.
Mit dem siebten Studioalbum Angelfish von 1996 wagte sich die Band an amerikanische Themen und verließ ihren markanten Gitarrensound, stattdessen benutzte sie jetzt einen 1950er-Gitarrensound und nahmen Anleihen bei Jazz und Blues. Mit einem gesteigerten Interesse an unterschiedlichen Formen der amerikanischen Kunst wie Malerei, Literatur oder diversen Filmen und Regisseuren versuchten And Also the Trees diese Einflüsse in ihre Musik einzubauen, um eine britische Sichtweise von Americana zu erschaffen.
Das Album Silver Soul von 1998 folgte dem Weg von Angelfish mit einer heterogeneren Annäherung und mehr Poesieelementen in den Texten im Gegensatz zu den Stücken der vorherigen Alben. Erneut sind Jazzeinflüsse zu vernehmen. In Kritiken wurde das Album bezüglich des Sounds und der Stimme des Sängers mit Chris Isaak und Nick Cave verglichen.
Silver Soul war das erste Album, das die Band auf ihrem eigenen Musiklabel veröffentlichte, wie auch die im selben Jahr erschienene EP Nailed und die auf VHS erschienene Compilation Live 89–98. In dieser Zeit begann sich Nick Havas aus der Band zurückzuziehen.

### Personelle Neuaufstellung
Nach einer fünfjährigen Pause, in der die Mitglieder getrennte Wege gingen, veröffentlichten And Also the Trees 2003 ihr neuntes Studioalbum. Neben den Jones-Brüdern und Burrows war Paul Hill anstelle von Nick Havas das neue vierte Mitglied. Der Schlagzeuger hatte schon am vorherigen Album mitgewirkt. Further from the Truth wurde in der Grafschaft Worcestershire aufgenommen und von Matthew Devenish mitproduziert. Die Band ließ den 1950er-Jahre-Sound der Vorgängeralben hinter sich und versuchte das zu spielen, was sich für sie natürlich anfühlte. Mit einem ausgereiften und wieder ursprünglicherem Sound kehrten And Also the Trees zu ihrem Markenzeichen, der ländlichen Romantik, zurück, durchtränkt mit einer neuerdings angeeigneten Nervosität und einem Realismus, transportiert mithilfe eines viel dunkleren Sounds.
2004 und 2005 spielten And Also the Trees auf Festivals wie dem Paléo Festival Nyon und dem Leipziger Wave-Gotik-Treffen. Ihren 25. Jahrestag feierte sie mit dem Best-of-Album 1980–2005 und Sonderkonzerten auf einem Pariser Boot und in der Christuskirche Bochum. Bei den beiden Weihnachtskonzerten von The Cure in London im Jahr 2004 trat die Band nach langer Zeit wieder als Opening Act auf.
Die DVD Live in Geneva aus dem Jahr 2006 zeigt das Genfer Konzert der Band von ihrer Tour Further from the Truth, die 2003 stattfand. Neben dem Konzert enthält die DVD auch ein Video und einen von Justin Jones produzierten Kurzfilm.
Im selben Jahr veröffentlichte der Sänger Simon Huw Jones ein eigenes Album namens November, das er mit Bernard Trontin, dem Schlagzeuger der Schweizer Industrial-Band The Young Gods, aufgenommen hatte.
Im Herbst 2007 erschien das Album (Listen For) The Rag and Bone Man. Mit Steven Burrows hatte die Band zuvor ein weiteres Mitglied aus den frühen Jahren verloren, für ihn kam Ian Jenkins als Bassist. Außerdem kehrte Brizzolara zurück. Jenkins Doppelbass und Brizzolaras Klavier sowie Zither und Akkordeon beigetragen von Justin Jones sorgten wieder für eine dunklere Stimmung als bei den letzten Alben, ohne jedoch schwermütig zu werden.

### Neue Projekte und Erfahrungen in den 2010ern
Im Juni 2009 erschien das Akustikalbum When the Rains Come. Es enthält neben einem neuen Lied Akustikversionen bereits veröffentlichter Stücke reduziert auf ihren klaren, bewussten Kern. Zu den Höhepunkten der nachfolgenden Auftritte gehörte die erste Frankreichtournee seit 15 Jahren und ein Konzert in der Temporären Kunsthalle Berlin im Rahmen eines Kunstprojekts von John Bock. Weitere Konzerte fanden in  Belgien und der Schweiz sowie im Matrix in Bochum statt. Mit der EP Driftwood ließen sie 2011 acht weitere Akustikversionen folgen.
Nach dem zwölften Studioalbum Hunter Not the Hunted erschien am 26. März 2012 und setzte ihren Trend zu einfachen, natürlichen Sounds fort. Erstmals gingen sie danach in osteuropäische Länder wie Litauen, die Ukraine und Rumänien. Außerdem gaben sie zwei Konzerte in der japanischen Hauptstadt Tokyo. Erneut traten sie bei einem Projekt von John Bock auf, diesmal beim Donaufestival in Niederösterreich. 2014 hatten sie wieder drei Gastauftritte mit The Cure in London im Hammersmith Apollo.
Die Eindrücke aus den Auftritten im Osten flossen in das nächste Studioalbum Born into the Waves, das am 18. März 2016 erschien. Es gründet sich auf Gitarrenstücke, die als „Liebeslieder aus aller Welt“ konzipiert sind. Dazu kamen Klarinette und Vibraphon als neue Instrumente zum Einsatz.
Nach der bis dahin längsten Pause von sechs Jahren erschien 2022 Album Nummer 14 The Bone Carver. Jenkins und Brizzolara hatten sich zurückgezogen und neben den Jones-Brüdern und Paul Hill bestand And Also the Trees nun noch aus Grant Gordon als Bassist und Colin Ozanne mit der Klarinette. Veröffentlicht wurde es in Berlin, verbunden mit einer 40-Jahr-Feier der Band.

## Stil
Die Band wurde durch die Ideologie der aufkeimenden Punk-Bewegung in England inspiriert. Im Gegensatz zu vielen Bands aus dieser Musikrichtung zogen sie nicht in die Musikmetropole London, sondern blieben in den ersten 15 Jahren in ihrem Heimatort. Der ländliche Einfluss grenzt sie musikalisch ab von vielen anderen Bands.
Als typisch beschrieben wird immer wieder das „mandolinenhafte Gitarrenspiel“ von Justin Jones und der poetische Sprechgesang von Simon Huw Jones. Obwohl sich die Band im Lauf der Jahrzehnte wandelte und verschiedene Einflüsse und Instrumentierungen ausprobierte, ist die Musik meist einfach und natürlich gehalten und von Traurigkeit und Melancholie geprägt. Ihre Texte erinnern an romantische Lyrik. Gothic Rock ist die Hauptausrichtung ihrer Musik, in verschiedenen Phasen nahmen sie aber auch Anleihen aus Jazz, Blues und Beatmusik.

## Diskografie

### Studioalben
- 1983: And Also the Trees (LP/CD)
- 1986: Virus Meadow (LP/CD)
- 1988: The Millpond Years (LP/CD)
- 1989: Farewell to the Shade (LP/CD)
- 1992: Green Is the Sea (LP/CD)
- 1993: The Klaxon (LP/CD)
- 1996: Angelfish (CD)
- 1998: Silver Soul (CD)
- 2003: Further from the Truth (CD)
- 2007: (Listen For) The Rag and Bone Man (CD)
- 2009: When the Rains Come (unplugged) (CD)
- 2011: Driftwood (unplugged) (CD)
- 2012: Hunter Not the Hunted (CD)
- 2016: Born into the Waves (LP/CD)
- 2021: Virus Meadow (special re-issue edition) (LP/CD)
- 2022: The Bone Carver (LP/CD)
- 2024: Mother-of-Pearl Moon (LP/CD)

### Singles und EPs
- 1983: Shantell (7")
- 1984: The Secret Sea (7"/12")
- 1985: A Room Lives in Lucy (12")
- 1987: The Critical Distance (12")
- 1987: Shaletown (7"/12")
- 1988: House of the Heart (7"/12"/CD-Single)
- 1989: Lady D’Arbanville (7"/12"/CD-Single)
- 1989: Misfortunes (7")
- 1991: The Pear Tree (12")
- 1998: Nailed (CD-Single)
- 2009: And Also the Trees (10" & CD, limitierte und nummerierte Auflage von 500 Stück)
- 2014: And Also the Trees (12", limitierte Auflage von 500 Stück)

### Live
- 1987: The Evening of the 24th (LP/CD)
- 1991: Prémonition hors série (EP)
- 1994: Le Bataclan (CD, limitierte und nummerierte Auflage von 1.000 Stück)

### Zusammenstellungen
- 1986: A Retrospective 1983–1986 (CD)
- 1986: Et aussi les arbres (Vinyl)
- 1990: Box mit allen 7"- und 12"-Tonträgern
- 1993: Lyric Book (limitierte Auflage von 300, jeweils 150 rot/grün)
- 1993: From Horizon to Horizon (LP/CD)
- 2005: 1980–2005 (Best of, CD)

### Video
- 1994: Bielefeld PC 69 1992 (Video (VHS, PAL))
- 1994: Hamburg Markthalle 1994 (Video (VHS, PAL))
- 1998: Live 89–98 (Video (VHS, PAL))
- 2006: Live in Geneva (DVD, limitierte und nummerierte Auflage von 1.000 Stück)

### Demos
- 1980: Erste Demokassette
- 1982: From Under the Hill (Demo-Kassette, Auflage 200 Stück)